# Carolina di Brandeburgo-Ansbach
Guglielmina Carlotta Carolina di Brandeburgo-Ansbach (Ansbach, 1º marzo 1683 – St. James's, 20 novembre 1737) comunemente nota come Carolina di Ansbach, fu regina consorte di Gran Bretagna e di Irlanda, come moglie di Giorgio II.
Era la figlia di Giovanni Federico di Brandeburgo-Ansbach, membro della casa di Hohenzollern e sovrano di un piccolo principato del Sacro Romano Impero germanico.
Orfana all'età di tre anni, Carolina venne posta sotto la tutela della regina di Prussia Sofia Carlotta di Hannover. Alla corte di Federico I, ricevé un'educazione approfondita e adottò le opinioni liberali della sua tutrice.
Durante la sua gioventù, era un partito molto ambito. Dopo aver rinviato le proposte della corte imperiale che sperava di unirla all'arciduca Carlo d'Austria, secondo figlio dell'imperatore e pretendente al trono spagnolo, sposò nel 1705 Giorgio Augusto, principe ereditario dell'elettorato di Hannover e terzo nell'ordine di successione al trono di Gran Bretagna. La coppia ebbe otto figli, di cui sette raggiunsero la vita adulta.
Carolina si sistemò in Inghilterra nel 1714, dopo che suo suocero divenne re di Gran Bretagna e d'Irlanda con il nome di Giorgio I.
Divenuti principe e principessa del Galles, Giorgio Augusto e Carolina si unirono agli avversari politici della corte, tra cui Robert Walpole, che divenne amico intimo di Carolina.
L'opposizione della coppia principesca al re provocò il loro esilio dalla corte nel 1717, e non fu che tre anni dopo, per intromissione di Walpole, che Giorgio I si riconciliò con suo figlio.
Carolina divenne regina consorte nel 1727 con l'ascesa al trono di suo marito sotto il nome di Giorgio II.
Il loro figlio maggiore, Federico, 20 anni, divenne a sua volta principe di Galles, ma aveva anch'egli relazioni tempestose con  i suoi genitori e sovrani.
Come principessa, e poi regina, Carolina esercitò una grande influenza sulla vita politica del regno di Gran Bretagna, in profitto e grazie a Walpole. Assunse la reggenza quattro volte durante i soggiorni di suo marito ad Hannover, e grazie a lei, la nuova dinastia acquisì un migliore sviluppo in Gran Bretagna, malgrado l'instabilità politica dell'epoca.
Molti la rimpiansero dopo la sua morte, nel 1737, compreso lo stesso re, che rifiutò di prendere nuovamente moglie.

## Biografia
Carolina era la figlia di Giovanni Federico di Brandeburgo-Ansbach, e della sua seconda moglie, la principessa Eleonora Erdmuthe di Sassonia-Eisenach. Suo padre morì quando lei aveva tre anni e insieme alla madre e al fratello si trasferì a Eisenach, all acorte dello zio di Carolina. Nel 1692 sua madre si risposò con Giovanni Giorgio IV di Sassonia, trasferendosi alla corte di Dresda, rimanendone vedova due anni dopo, dopo che il marito infedele contrasse il vaiolo dalla sua amante. Sua madre rimase in Sassonia fino alla sua morte, nel 1696. Dopo la morte della madre, lei e suo fratello tornarono ad Ansbach per stare con il loro fratellastro maggiore, Giorgio Federico II. Giorgio Federico era un giovane con scarso interesse per la genitorialità, e così Carolina si trasferì a Lützenburg, sotto la tutela di Federico I di Prussia e di Sofia Carlotta di Hannover, che era stata un'amica di sua madre.
Federico I e Sofia Carlotta divennero re e regina di Prussia nel 1701. La regina era figlia di Sofia di Hannover e sorella di Giorgio, elettore di Hannover. Era famosa per la sua intelligenza e il suo carattere forte, e la sua corte senza censure e liberale attirò molti studiosi, tra cui il filosofo Gottfried Leibniz. Carolina fu esposta in un vivace ambiente intellettuale molto diverso da qualsiasi cosa avesse sperimentato in precedenza. Prima di iniziare gli studi sotto la cura di Sofia Carlotta, aveva ricevuto un'istruzione formale; la sua calligrafia rimase pessima per tutta la vita. Con la sua mente vivace, divenne una studiosa di notevole capacità. Lei e Sofia Carlotta avevano sviluppato una forte legame, tanto che Carolina veniva trattata come una figlia; una volta la regina dichiarò che Berlino era "un deserto" senza Carolina, ogni volta che partiva temporaneamente per Ansbach.
Vale la pena ricordare la sua amicizia con lady Mary Wortley Montagu, (madre di Mary Wortley-Montagu) in forza della quale, quando la stessa Carolina era principessa di Galles, fece inoculare ai propri figli il vaiolo, assunto secondo una procedura nota e diffusa grazie alle osservazioni pratiche compiute da due medici, Emanuel Timoni, dragomanno a Costantinopoli presso l'ambasciata inglese e Jacopo Pilarino, laureatisi all'Università di Padova in anni diversi, divulgando cosa si faceva nell'Impero Ottomano.
Per arrivare a far accettare la scelta di inoculare il vaiolo in dosi basse per sviluppare gli anticorpi nei figli dei Principi di Galles, si fece un esperimento su quattro criminali condannati a morte, a cui fu salvata così doppiamente la vita: non solo furono strappati dalla forca, ma sviluppando gli anticorpi per il vaiolo, non sarebbero morti di fronte a una possibile ennesima ondata di vaiolo "naturale".

## Matrimonio
Essendo una donna intelligente e attraente, Carolina fu oggetto di numerose proposte di matrimonio. Fu scelta per diventare regina di Spagna come consorte dell'arciduca Carlo d'Austria. Nel 1703 Carlo viaggiò per incontrarla e l'incontro fu incoraggiato da Federico di Prussia. Dopo alcune considerazioni, Carolina rifiutò nel 1704, poiché non si sarebbe convertita al cattolicesimo. All'inizio dell'anno successivo, la regina Sofia Carlotta morì durante una visita nella sua città natale, Hannover. Carolina ne fu devastata.
Nel giugno 1705, il nipote della regina Sofia Carlotta, Giorgio Augusto, il futuro elettore di Hannover, visitò la corte di Ansbach, presumibilmente in incognito, per osservare Carolina, poiché suo padre, il principe elettore, non voleva che suo figlio contraesse un matrimonio combinato senza amore, come era accaduto a lui.
Da parte sua, Carolina non si lasciò ingannare dal travestimento del principe e lo trovò attraente.
Il 22 agosto 1705, Carolina arrivò ad Hannover per il suo matrimonio con Giorgio Augusto. Si sposarono quella sera nella cappella del palazzo di Herrenhausen.
Carolina e Giorgio ebbero undici figli, di cui sette sopravvissuti:
- Federico, Principe di Galles (1º febbraio 1707-31 marzo 1751), sposò Augusta di Sassonia-Gotha-Altenburg, ebbero figli;
- Anna, principessa reale (2 novembre 1709-12 gennaio 1759), sposò Guglielmo IV di Orange-Nassau, ebbero figli;
- Amelia Sofia (10 giugno 1711-31 ottobre 1786);
- Carolina Elisabetta (10 giugno 1713-28 dicembre 1757);
- Figlio nato morto (20 novembre 1716);
- Giorgio Guglielmo (13 novembre 1717-17 febbraio 1718);
- Aborto spontaneo (1718);
- Guglielmo Augusto (26 aprile 1721-31 ottobre 1765);
- Maria (5 marzo 1723-14 gennaio 1772), sposò Federico II di Assia, ebbero figli;
- Luisa (18 dicembre 1724-19 dicembre 1751), sposò Federico V, ebbero figli;
- Aborto spontaneo (luglio 1725).

Fu un matrimonio felice e d'amore, anche se Giorgio Augusto continuò ad avere delle amanti. Carolina era ben consapevole delle sue infedeltà. Le sue due più famose amanti erano Henrietta Howard, contessa di Suffolk e, dal 1735, Amalie von Wallmoden, contessa di Yarmouth. Howard era una delle Lady of the Bedchamber di Carolina e divenne Mistress of the Robes nel 1731. Contrariamente dalla suocera e dal marito, Carolina era conosciuta per la sua fedeltà coniugale; non fece mai scene imbarazzanti né ebbe amanti. Preferiva che le amanti di suo marito fossero tra le sue dame di compagnia, poiché in quel modo credeva di poterle tenere d'occhio.
La successione della famiglia di suo marito al trono britannico era ancora insicura, poiché il fratellastro della regina Anna, James Stuart, contestò la pretesa di Hannover al trono. Nel giugno 1714, Sofia Carlotta morì tra le braccia di Carolina all'età di 83 anni, e il suocero di Carolina divenne erede presunto della regina Anna. Poche settimane dopo, Anna morì e il suocero di Carolina divenne Giorgio I di Gran Bretagna.

### Principessa di Galles

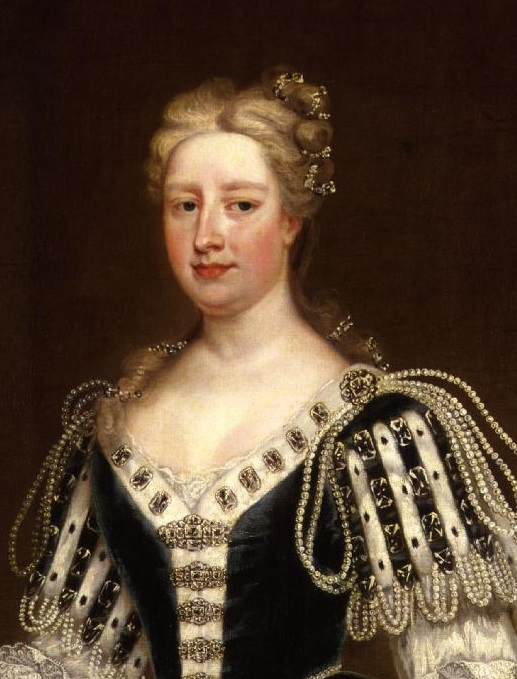
Carolina von Ansbach, Regina d'Inghilterra.

Giorgio Augusto salpò per l'Inghilterra nel 1714 e Carolina e le due figlie maggiori lo raggiunsero nell'ottobre successivo. Il suo viaggio attraverso il Mare del Nord da L'Aia a Margate fu l'unico viaggio in mare che intraprese nella sua vita. Il loro giovane figlio, il principe Federico, rimase ad Hannover per il resto del regno di Giorgio I, dove fu educato da tutor privati.
Quando Giorgio divenne re d'Inghilterra, Giorgio Augusto divenne automaticamente Duca di Cornovaglia e duca di Rothesay. Poco dopo fu investito come Principe del Galles, così come la moglie Carolina. Carolina è stata la prima donna a ricevere il titolo contemporaneamente a suo marito. Fu la prima principessa del Galles per oltre duecento anni, l'ultima fu Caterina d'Aragona. Dal momento che re Giorgio I aveva divorziato dalla moglie, Sofia Dorotea di Braunschweig-Lüneburg, non era presente nessuna regina consorte e Carolina era una delle donne più influenti e potenti del regno. Giorgio Augusto e Carolina fecero uno sforzo per conoscere la lingua, la gente, la politica e i costumi inglesi. Vi erano due corti che crebbero con forti contrasti: il re aveva cortigiani tedeschi e riceveva i ministri del governo, mentre la corte del principe del Galles attirava i nobili inglesi per intercedere con il re ed era molto più popolare tra il popolo britannico. Giorgio Augusto e Carolina diventarono gradualmente i centri dell'opposizione politica del re.
Dopo appena tre anni dal trasferimento a Londra, il marito litigò con suo padre il re: per il battesimo del sesto figlio di Giorgio e Carolina, Giorgio Guglielmo (1717), Giorgio aveva scelto come padrino il Duca di Newcastle, disprezzato invece dal re, che aveva proposto come padrino per il nipote il Duca di York e Albany. Giorgio si oppose alla decisione del padre ed il re lo fece per un breve tempo imprigionare, lo spogliò di privilegi e titoli, lo cacciò dalla residenza reale di St. James's Palace e lo escluse da tutte le cerimonie pubbliche. Lei e suo marito si trasferirono a Leicester House, mentre i loro figli rimasero sotto la tutela del re.
Leicester House divenne un luogo di incontro per gli oppositori politici del governo. Nonostante tutto ciò, Carolina riuscì ad intrecciare una forte amicizia con Sir Robert Walpole, politico e Primo Ministro, che ebbe un ruolo molto importante nella riappacificazione del 1720. E la principessa continuò anche il suo intenso rapporto epistolare con uno dei maggiori filosofi dell'epoca, Gottfried Leibniz, che viveva presso la corte di Hannover.

### Regina
Carolina divenne regina consorte nel 1727, quando morì re Giorgio I. Venne incoronata insieme al marito nell'Abbazia di Westminster l'11 ottobre. Fu la prima regina consorte ad essere incoronata da Maria Beatrice d’Este nel 1685. Sebbene Giorgio II denunciò Walpole come "un ladro e un mascalzone" per i termini della riconciliazione con suo padre, Carolina consigliò a suo marito di mantenere Walpole come primo ministro. Walpole comandava una maggioranza sostanziale in Parlamento e Giorgio II non aveva altra scelta che accettarlo o rischiare l'instabilità politica.
Per i successivi dieci anni, Carolina ebbe un'enorme influenza. Carolina aveva assorbito le opinioni liberali del suo mentore, la regina Sofia Carlotta di Prussia, e aveva sostenuto la clemenza per i giacobiti, la libertà di stampa e la libertà di parola in Parlamento.
Gli anni seguenti furono segnati dalla dura lotta a fianco del marito contro il primo figlio, Federico, che si opponeva, anche pubblicamente, alle decisioni politiche del padre, mettendo in pericolo la sua autorità. Nemmeno l'accurata scelta di Carolina della moglie da dare al figlio, nella persona di Augusta di Sassonia-Gotha-Altenburg, riuscì a placare Federico.
La regina Carolina occupava un'importante posizione dal momento che, per volere di suo marito, fu nominata Guardian of the Kingdom of Great Britain, and His Majesty's Lieutenant within the same during His Majesty's absence (Guardiano/a del Regno di Gran Bretagna e luogotenente di Sua Maestà con il medesimo durante l'assenza di Sua Maestà), titolo che la innalzava a reggente del trono nei periodi in cui il re si assentava dal paese per qualsiasi ragione. Era inoltre coerede della contea tedesca di Sayn-Wittgenstein-Sayn-Altenkirchen, che però non ereditò mai.
Una volta regina, Carolina si circondò di artisti, filosofi, scultori, scrittori, letterati, pittori, architetti, intellettuali e commissionò numerose opere d'arte, come una serie di sculture che rappresentavano i sovrani del regno d'Inghilterra. Era inoltre una grande collezionista di gioielli, in particolare di cammei.

### Ultimi anni
Negli ultimi anni della sua vita, Carolina fu affetta da un'ernia ombelicale alla nascita della sua ultimogenita Luisa, nel 1724. Il 9 novembre 1737, sentì un dolore intenso e si mise a letto. Nei giorni seguenti venne operata senza anestesia, ma non vi fu alcun miglioramento delle sue condizioni. Il re impedì a Federico il permesso di vedere sua madre. Carolina permise al marito di risposarsi dopo la sua morte, ma egli rifiutò.
Morì il 20 novembre 1737 presso St. James's Palace. In sua memoria, Handel compose l'inno funebre The ways of Zion per soli coro ed orchestra. La regina fu sepolta nell'abbazia di Westminster, in una tomba che si poteva aprire, per fare in modo che anche il re potesse esservi posto una volta morto.

## Ascendenza
|                                          |                            |                                      | Genitori                                |  |  | Nonni |  |  | Bisnonni                              |  |  | Trisnonni                    |  |
|                                          |                            |                                      |                                         |  |  |       |  |  | Joachim Ernst von Brandenburg-Ansbach |  |  | Johann Georg von Brandenburg |  |
|                                          |                            |                                      |                                         |  |  |       |  |  | Joachim Ernst von Brandenburg-Ansbach |  |  | Johann Georg von Brandenburg |  |
|                                          |                            | Elisabeth von Anhalt-Zerbst          |                                         |  |  |       |  |  | Joachim Ernst von Brandenburg-Ansbach |  |  |                              |  |
| Albrecht II von Brandenburg-Ansbach      |                            |                                      |                                         |  |  |       |  |  | Joachim Ernst von Brandenburg-Ansbach |  |  |                              |  |
|                                          |                            | Sophie von Solms-Laubach             | Johann Georg I von Solms-Laubach        |  |  |       |  |  |                                       |  |  |                              |  |
|                                          |                            | Sophie von Solms-Laubach             | Johann Georg I von Solms-Laubach        |  |  |       |  |  |                                       |  |  |                              |  |
|                                          |                            | Sophie von Solms-Laubach             | Margarethe von Schönburg-Glauchau       |  |  |       |  |  |                                       |  |  |                              |  |
| Johann Friedrich von Brandenburg-Ansbach |                            | Sophie von Solms-Laubach             |                                         |  |  |       |  |  |                                       |  |  |                              |  |
|                                          |                            | Joachim Ernst zu Oettingen-Oettingen | Ludwig Eberhard zu Oettingen-Oettingen  |  |  |       |  |  |                                       |  |  |                              |  |
|                                          |                            | Joachim Ernst zu Oettingen-Oettingen | Ludwig Eberhard zu Oettingen-Oettingen  |  |  |       |  |  |                                       |  |  |                              |  |
|                                          |                            | Joachim Ernst zu Oettingen-Oettingen | Margarethe von Erbach                   |  |  |       |  |  |                                       |  |  |                              |  |
| Sophie Margarete zu Oettingen-Oettingen  |                            | Joachim Ernst zu Oettingen-Oettingen |                                         |  |  |       |  |  |                                       |  |  |                              |  |
|                                          |                            | Anne Sybille zu Solms-Sonnenwalde    | Heinrich Wilhelm I zu Solms-Sonnenwalde |  |  |       |  |  |                                       |  |  |                              |  |
|                                          |                            | Anne Sybille zu Solms-Sonnenwalde    | Heinrich Wilhelm I zu Solms-Sonnenwalde |  |  |       |  |  |                                       |  |  |                              |  |
|                                          |                            | Anne Sybille zu Solms-Sonnenwalde    | Sophie Dorothea von Mansfeld            |  |  |       |  |  |                                       |  |  |                              |  |
| Caroline von Brandenburg-Ansbach         |                            | Anne Sybille zu Solms-Sonnenwalde    |                                         |  |  |       |  |  |                                       |  |  |                              |  |
|                                          | Wilhelm von Sachsen-Weimar | Johann von Sachsen-Weimar            |                                         |  |  |       |  |  |                                       |  |  |                              |  |
|                                          | Wilhelm von Sachsen-Weimar | Johann von Sachsen-Weimar            |                                         |  |  |       |  |  |                                       |  |  |                              |  |
|                                          | Wilhelm von Sachsen-Weimar | Dorothea Maria von Anhalt            |                                         |  |  |       |  |  |                                       |  |  |                              |  |
| Johann Georg I von Sachsen-Eisenach      | Wilhelm von Sachsen-Weimar |                                      |                                         |  |  |       |  |  |                                       |  |  |                              |  |
|                                          |                            | Eleonore Dorothea von Anhalt-Dessau  | Johann Georg I von Anhalt-Dessau        |  |  |       |  |  |                                       |  |  |                              |  |
|                                          |                            | Eleonore Dorothea von Anhalt-Dessau  | Johann Georg I von Anhalt-Dessau        |  |  |       |  |  |                                       |  |  |                              |  |
|                                          |                            | Eleonore Dorothea von Anhalt-Dessau  | Dorothea von Pfalz-Simmern              |  |  |       |  |  |                                       |  |  |                              |  |
| Eleonore Erdmuthe von Sachsen-Eisenach   |                            | Eleonore Dorothea von Anhalt-Dessau  |                                         |  |  |       |  |  |                                       |  |  |                              |  |
|                                          |                            | Ernst zu Sayn-Wittgenstein           | Wilhelm II zu Sayn-Wittgenstein         |  |  |       |  |  |                                       |  |  |                              |  |
|                                          |                            | Ernst zu Sayn-Wittgenstein           | Wilhelm II zu Sayn-Wittgenstein         |  |  |       |  |  |                                       |  |  |                              |  |
|                                          |                            | Ernst zu Sayn-Wittgenstein           | Anne Elisabeth zu Sayn                  |  |  |       |  |  |                                       |  |  |                              |  |
| Johannette zu Sayn-Wittgenstein          |                            | Ernst zu Sayn-Wittgenstein           |                                         |  |  |       |  |  |                                       |  |  |                              |  |
|                                          |                            | Louise Juliane von Erbach            | Georg III von Erbach                    |  |  |       |  |  |                                       |  |  |                              |  |
|                                          |                            | Louise Juliane von Erbach            | Georg III von Erbach                    |  |  |       |  |  |                                       |  |  |                              |  |
|                                          |                            | Louise Juliane von Erbach            | Maria von Barby-Mühlingen               |  |  |       |  |  |                                       |  |  |                              |  |
|                                          |                            | Louise Juliane von Erbach            |                                         |  |  |       |  |  |                                       |  |  |                              |  |